# Ülemiste järv
Ülemiste järv (dříve též Ülemjärv, česky též jezero Ülemiste, Ülemistské jezero nebo Horní jezero) je jezero v Estonsku, v jihozápadní části hlavního města Tallinnu (městský obvod Kesklinn). Má rozlohu 9,6 km² a dosahuje největší hloubky 6 m.

## Vodní režim
V současné době se z jezera čerpá 200 000 m³ vody denně, což již výrazně přesahuje přirozený přítok jezera. Do jezera se proto přivádí dodatečně voda z řek Pirita, Vääna, Jägala a Pärnu.

## Využití
Už od 14. století je Ülemiste hlavním zdrojem pitné vody pro město Tallinn.

## Pověsti

### Kalev a Linda

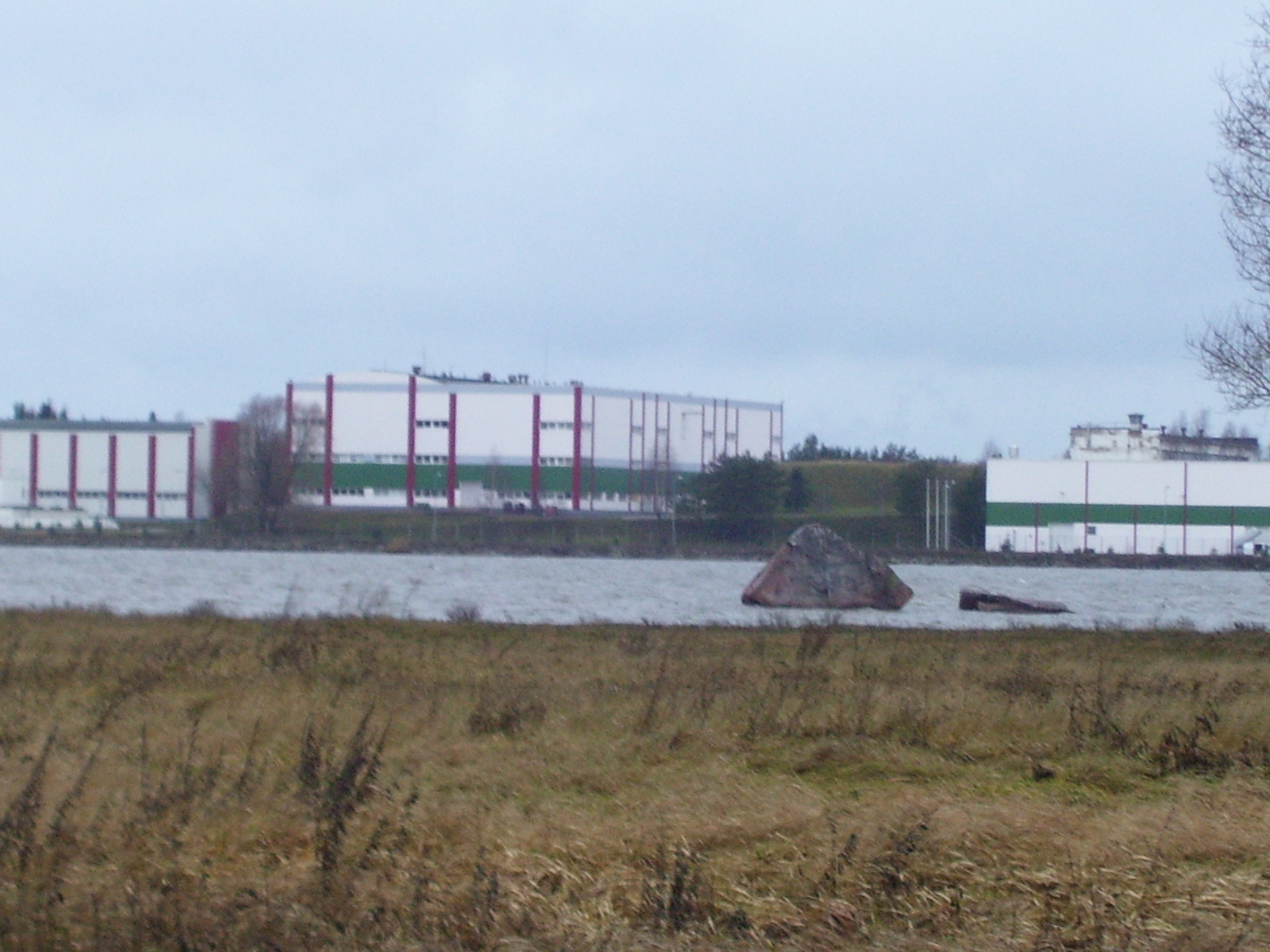
Lindin kámen v severním cípu jezera Ülemiste

Podle pověstí jezero vzniklo ze slz Kalevovy ženy Lindy, když oplakávala smrt svého muže. Bludný balvan, vyčnívající z jezera při jeho severním břehu, se dodnes nazývá Lindin kámen (Linda kivi), protože na něm prý plačící Linda seděla. Jiné pověsti dodávají, že kámen vypadl Lindě ze zástěry, když nosila kameny na mohylu svého manžela, jíž je tallinnský vrch Toompea.

### Šedý mužík
Vypráví se též, že u jezera se zjevuje šedý mužík (hall vanake, Ülemiste vanake), který se ptá kolemjdoucích, zda je Tallinn už hotový. Pokud mu někdo odpoví, že město už je hotové a dále se už nestaví, pak mužík otevře jezeru cestu na město a celé je zaplaví. Proto se v Tallinnu nikdy nesmí přestat stavět a nikdo nesmí město prohlásit za hotové.